# Xylotrechus yanoi
Xylotrechus yanoi là một loài bọ cánh cứng trong họ Cerambycidae.